# Ромхурмуз
Ромхурмуз (лур: روومز; перс: رامهرمز) главни је град округа Ромхурмуз, у провинцији провинције Хузестан, Иран.  Пописом из 2006, популацију је чинило 49.822 људи.
Становници овог града чине углавном Бахтијари.

## Историја
У античка времена, град је био познат као „Саманган”. Подигао га је сасанидски краљ Хормизд I. Историјска територија Рамшир налази се у близини овог града, тачније 3 километра од њега. 
Према саних Бухарију, Ромхормуз је родовски град Салмана Персијанца.

## Географија
Град се налази на истоку покрајине Хузестан, у подножју западног Загроса, на надморској висини од 179 метара.. Ромхормуз се налази око 80 километара источно од Ахваза и 510 километара југозападно од главног града Ирана, Техерана.

## Демографија
Од 2016, град је бројао 74.285 особа.
| Година       | 1986   | 1991   | 1996   | 2006   | 2012   | 2016   |
| ------------ | ------ | ------ | ------ | ------ | ------ | ------ |
| Становништво | 28.550 | 33.179 | 37.221 | 49.822 | 57.510 | 74.285 |